# Muzeum Frédérica Mistrala w Maillane

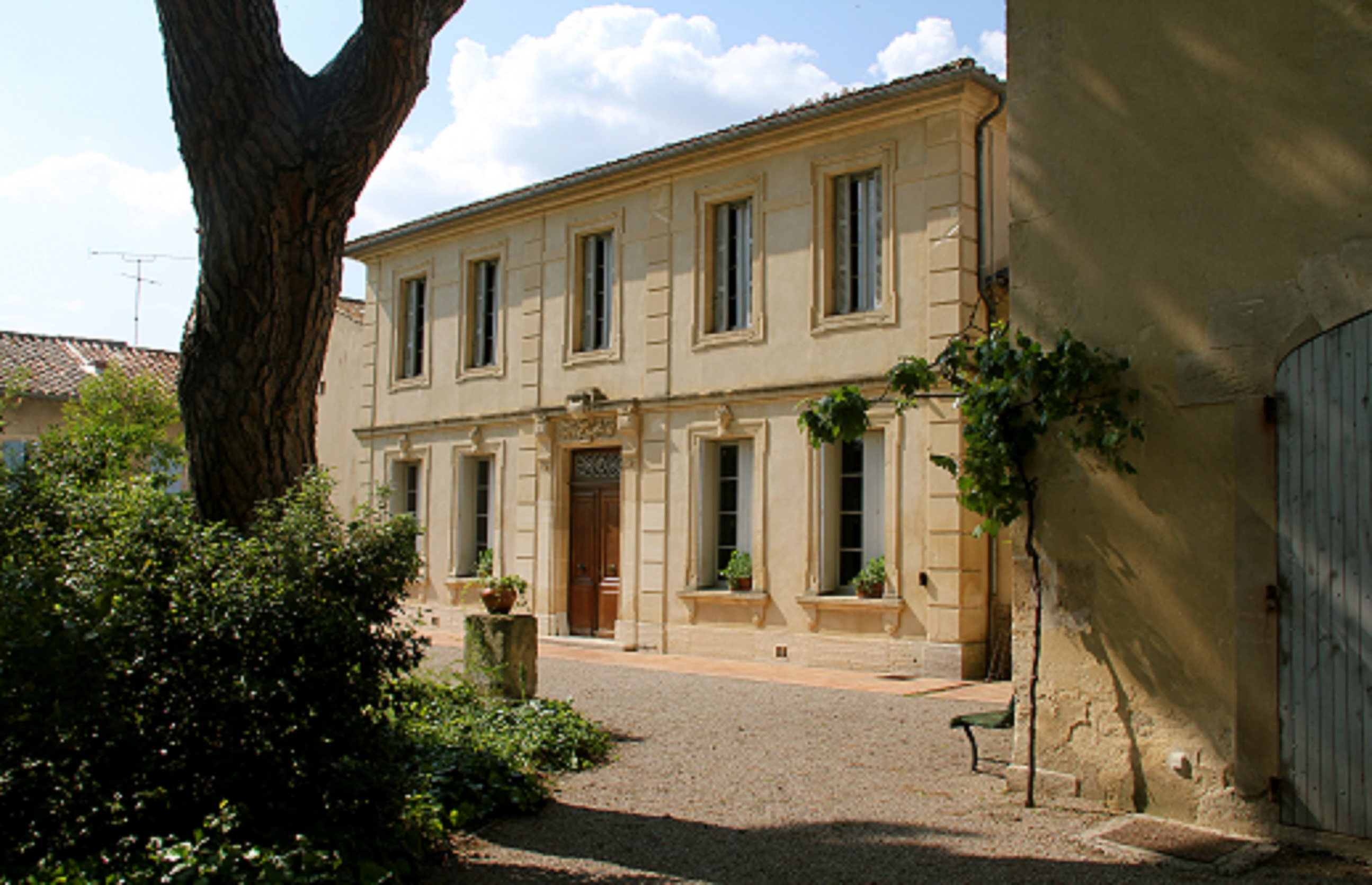
Muzeum Frédérica Mistrala

Muzeum Frédérica Mistrala (prowans. Museon Frederi Mistral, fr. Musée Frédéric-Mistral) – francuskie muzeum z pamiątkami po Frédéricu Mistralu, prowansalskim poecie i leksykografie, laureacie literackiej Nagrody Nobla za rok 1904, założone w Maillane.
Siedzibą muzeum jest trzeci z domów, w których mieszkał Frédéric Mistral. Pierwszy, zwany „Zagrodą Sędziowską” (Mas du Juge), poeta opuścił w roku 1855, drugi, „Dom pod Jaszczurką” (Maison du Lézard), w roku 1875. Właśnie nieopodal „Domu pod Jaszczurką” wybudował trzeci budynek, w którym mieszkał z żoną aż do śmierci. Na mocy testamentu z 7 września 1907 roku zapisał cały swój majątek gminie Maillane z zastrzeżeniem, że w jego posiadłości ma zostać założone muzeum. Oficjalnego otwarcia ekspozycji dokonano w roku 1944. Wśród pamiątek po pisarzu znajdują się dokumenty, obrazy, fotografie, rzeźby i blisko 60 000 listów. Muzeum jest otoczone ogrodem założonym przez Mistrala w roku 1876. Nad głównymi drzwiami widnieją monogramy E i C (przywołujące bohaterów poematu Calendau) oraz M i V (przywołujące bohaterów poematu Mirejo), na nadprożu zaś wyryto dewizę poety Lou soulèu me fai canta (Słońce budzi moją pieśń).